# Noiembrie 1992
Acest articol este generat integral pe baza informațiilor din articolul 1992 și este actualizat periodic de un robot.
 Editările făcute în articol vor fi șterse la următoarea actualizare! Dacă doriți să faceți modificări, editați articolul-sursă.

ianuarie -
februarie -
martie -
aprilie -
mai -
iunie -
iulie -
august -
septembrie -
octombrie -
noiembrie -
decembrie
Noiembrie 1992 a fost a unsprezecea lună a anului și a început într-o zi de duminică.

## Evenimente

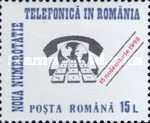
15 noiembrie: Schimbarea numerotației telefonice în România.

- 3 noiembrie: La alegerile prezidențiale din Statele Unite, democratul Bill Clinton este ales cel de-al 42-lea președinte al Statelor Unite ale Americii.
- 11 noiembrie: Biserica Anglicană a votat pentru a hirotonisi ca preoți și femei.
- 15 noiembrie: În România s-a schimbat numerotația telefonică; în București s-a trecut la numere de telefon din 7 cifre (de la 6), iar în alte orașe s-a trecut de la 5 la 6 cifre.
- 19 noiembrie: Camerele reunite ale Parlamentului dau votul de încredere noului guvern cu 260 voturi „pentru” și 203 „împotrivă”, iar a doua zi premierul Nicolae Văcăroiu și miniștrii cabinetului său au depus jurământul în fața președintelui Ion Iliescu.
- 24 noiembrie: Regina Elisabeta a II-a a Marii Britanii descrie acest an drept Annus Horribilis, referindu-se la scandalurile care au prejudiciat imaginea Casei Regale și la incendiul de la Castelul Windsor.

## Nașteri
- 1 noiembrie: Filip Kostić, fotbalist sârb
- 2 noiembrie: Sergiu Florin Buș, fotbalist român (atacant)
- 5 noiembrie: Marco Verratti, fotbalist italian
- 6 noiembrie: Ionuț Dumitru, rugbist român
- 6 noiembrie: Serghei Marghiev, atlet din R. Moldova
- 8 noiembrie: Cristina Iovu, halterofilă din R. Moldova
- 9 noiembrie: Michaël Jordan Nkololo, fotbalist congolez (atacant)
- 10 noiembrie: Enrico Berrè, scrimer italian
- 10 noiembrie: Rafał Wolski, fotbalist polonez
- 10 noiembrie: Borna Barišić, fotbalist croat
- 10 noiembrie: Mattia Perin, fotbalist italian (portar)
- 15 noiembrie: Kevin Wimmer, fotbalist austriac
- 16 noiembrie: Marcelo Brozović, fotbalist croat
- 18 noiembrie: Kenyu Sugimoto, fotbalist japonez
- 19 noiembrie: Doru Sechelariu, pilot român de curse auto
- 20 noiembrie: Maiha Ishimura, cântăreață japoneză
- 23 noiembrie: Miley Cyrus (n. Destiny Hope Cyrus), actriță de film și cântăreață americană
- 25 noiembrie: Ana Bogdan, jucătoare română de tenis
- 26 noiembrie: Igor Lambarschi, fotbalist moldovean
- 27 noiembrie: Park Chanyeol, actor și cântăreț sud-coreean
- 27 noiembrie: Park Chan Yeol, rap
- 27 noiembrie: Park Chan-yeol, rapper, cântăreț, actor model, compozitor, producător sud-coreean
- 28 noiembrie: Adam Hicks, actor american de film

## Decese
Hal Roach (Harold Eugene Roach Sr.), producător de film american (n. 1892)
Ion Dumeniuc, 56 ani, lingvist, profesor universitar, publicist și om de stat din R. Moldova (n. 1936)
Alexandru Moser Padina, pictor elvețian (n. 1904)
Jan Hendrick Oort, 92 ani, astronom neerlandez (n. 1900)
Calvin Graham (Calvin Leon Graham), 62 ani, soldat american (n. 1930)
Alexander Dubček, 71 ani, politician slovac, liderul Cehoslovaciei (1968-1969), (n. 1921)
Mihail Novicov, 78 ani, critic literar român (n. 1914)
Dan Vizanty (Dan Valentin Vizanty), 82 ani, as român al aviației de vânătoare în Al Doilea Război Mondial (n. 1910)
Ernst Happel (Ernst Franz Hermann Happel), 66 ani, fotbalist și antrenor austriac (n. 1925)
Radu Tudoran, 82 ani, scriitor român (n. 1910)
Sterling Holloway (Sterling Price Holloway, Jr.), 87 ani, actor american (n. 1905)
Sidney Robert Nolan, 75 ani, pictor australian (n. 1917)
Jean Dieudonné (Jean Alexandre Eugène Dieudonné), 86 ani, matematician francez (n. 1906)